# Kuwait i olympiska sommarspelen 1972
Kuwait deltog i de olympiska sommarspelen 1972 med en trupp bestående av fyra deltagare. Ingen av landets deltagare erövrade någon medalj.